# Tobrilus biroi
Tobrilus biroi är en rundmaskart som först beskrevs av Daday 1899.  Tobrilus biroi ingår i släktet Tobrilus och familjen Tripylidae. Inga underarter finns listade i Catalogue of Life.